# Норт Сарасота (Флорида)
Норт Сарасота (енгл. North Sarasota) насељено је место без административног статуса у америчкој савезној држави Флорида.

## Демографија
По попису из 2010. године број становника је 6.982, што је 244 (3,6%) становника више него 2000. године.
| Група             | 2000.         | 2010.         |
| Белци             | 3.945 (58,5%) | 3.343 (47,9%) |
| Афроамериканци    | 2.071 (30,7%) | 2.146 (30,7%) |
| Азијати           | 33 (0,5%)     | 100 (1,4%)    |
| Хиспаноамериканци | 591 (8,8%)    | 1.318 (18,9%) |
| Укупно            | 6.738         | 6.982         |